# Kugelmuscheln
Die Kugelmuscheln, wissenschaftlicher Name Sphaeriidae, sind eine Familie der Muscheln. Alle Arten der artenreichen Familie leben im Süßwasser. Zu den Kugelmuscheln gehören einige der kleinsten Muschelarten im Süßwasser, vermutlich der kleinsten Muscheln überhaupt. Nach den Fluss- und Teichmuscheln (Unionidae) sind sie die zweitartenreichste Familie der Süßwassermuscheln.
Der deutsche Trivialname Kugelmuscheln wird manchmal nur auf die Vertreter der namensgebenden Gattung Sphaerium bezogen („Kugelmuscheln im engeren Sinne“), die Familie wird dann alternativ „Kugel- und Erbsenmuscheln“ (nach den Erbsenmuscheln der Gattung Pisidium) genannt.

## Merkmale
Kugelmuschel-Arten sind meist zwischen 3 und 15 Millimeter lang und damit recht kleine Muscheln. Die kleinsten Arten wie Odhneripisidium moitessierianum werden nicht größer als 2,5 Millimeter, die größten, etwa die nordamerikanische Sphaerium simile oder die europäische Sphaerium rivicola, können 20 bis 25 Millimeter erreichen. Das Gehäuse (die Schalen) ist meist im Umriss fast rund oder oval, seltener dreieckig oder trapezförmig. Bei den europäischen Arten sind die Vertreter der Körbchenmuscheln an dem bei diesen markant dickwandigeren Gehäuse unterscheidbar, das gilt aber nicht generell. Der Wirbel (Umbo) kann je nach Gattung zentral oder vor bzw. hinter der Mitte liegen. Die Oberfläche ist glatt oder weist eine Skulptur aus Wachstumsstreifen (parallel zur Mündung) auf, die von feinen Rillen bis zu kräftigen Rippen reichen kann. Auf der Innenseite der Schale sind oft feine Poren ausgebildet, deren Position und Dichte wichtig für die Artbestimmung sein kann. Eine Palliallinie (Mantellinie) ist undeutlich, eine Einbuchtung (Sinus) ist nie ausgebildet. Die Schlosszähne sind heterodont, die linke Schale mit zwei Kardinalzähnen (unter dem Wirbel) und je einem vorderen und hinteren Lateralzahn, bei der rechten Schale nur ein Kardinalzahn und die Lateralzähne. Selten sind die Zähne mehr oder weniger reduziert. Das außenliegende Ligament verläuft längs, bei der Mehrzahl der Arten ist es aber von einer dünnen kalkigen Hülle bedeckt und so nicht frei sichtbar.
Am Weichkörper ist der Mantelrand an zwei Stellen teilweise verwachsen und lässt drei (manchmal nur zwei) Öffnungen frei. Siphonen können je nach Gattung vorhanden sein oder fehlen, sie sind entweder frei oder Einstrom- und Ausstromsiphon miteinander verschmolzen. Bei Pisidium ist nur ein Siphon (der für das ausströmende Wasser) erhalten. Die Siphonalmuskeln der Sphaeriidae sind in mehrere voneinander getrennte Einzelmuskeln aufgespalten, dies lässt sich auch an den Ansatzstellen an der Schale erkennen. Der Fuß ist fast immer kräftig und kann lang vorgestreckt werden, er dient auch als Graborgan. Eine Byssusdrüse mit Byssusfäden gibt es nur bei den Larven, sie fehlt den geschlechtsreifen Muscheln; Ausnahme ist hier aber die südamerikanische und afrikanische Unterfamilie Euperinae mit den beiden Gattungen Eupera und Byssanodonta. In den Kiemen sind, wie typisch für die gesamte Verwandtschaft, benachbarte Kiemenfilamente durch Gewebebrücken miteinander zu blattartigen Strukturen verwachsen („eulamellibranche“ Kiemen). Der äußere Demibranch ist immer klein, manchmal völlig rückgebildet.

## Lebenszyklus
Alle Kugelmuschel-Arten sind simultane Zwitter (Hermaphroditen): Männliche und weibliche Gonaden eines Individuums sind zur selben Zeit ausgebildet und funktionsfähig, es gibt also keine männlichen oder weiblichen Exemplare. Dabei ist Fremdbefruchtung die Regel, es kommt aber auch gelegentlich Selbstbefruchtung vor. Die Eier entwickeln sich, wie typisch für Süßwassermuscheln, in einem von den Kiemen gebildeten Brutraum im Inneren. Frei lebende Larven (Veliger) gibt es nicht mehr, die Entwicklung ist direkt. Bei den Euperinae werden dotterreiche Eier im inneren Demibranch zurückgehalten und entwickeln sich simultan zu Jungmuscheln, die freigesetzt werden. Bei allen anderen Gattungen (der Unterfamilie Sphaeriinae) bilden die Filamente des Demibranch spezielle Brutkammern (Marsupien), in denen die jungen Muscheln heranreifen, die dann in den Kiemenraum freigesetzt und meist sukzessive über den Siphon in die Umwelt entlassen werden. Während tropische Arten meist gleichmäßig reproduzieren, haben Arten der gemäßigten Breiten eine oder zwei Brutperioden. Die Zahl der Nachkommen pro Individuum und Brutperiode ist recht gering, meist etwa 20 bis 30, bei einigen Arten nur zwei oder drei. Arten der Gattung Sphaerium haben schon bei Freisetzung funktionsfähige Gonaden, sind also unmittelbar geschlechtsreif. Sie brauchen aber noch vier bis acht Monate Wachstumszeit, bis sie ihre endgültige Größe erreicht haben. Andere, wie Musculium und Pisidium, erreichen die Geschlechtsreife erst später. Musculium-Arten sind schon nach 60 bis 70 Tagen ausgewachsen, Pisidium benötigt dafür etwa ein Jahr. Die Muschel-Individuen erreichen, zumindest in den gemäßigten Breiten, ein Lebensalter von bis zu fünf Jahren (bei Musculium nur ein Jahr).
Kugelmuscheln weisen bei Untersuchung der Chromosomen einen auffallend hohen Grad an Polyploidie auf, nur wenige Arten sind rein diploid. Teilweise wurden über 100 Chromosomen pro Zelle festgestellt. Polyploidie in diesem Ausmaß ist eine Ausnahme im Tierreich und sonst meist mit ungeschlechtlicher Fortpflanzung verbunden. Der evolutionäre Ursprung und Vorteil der Polyploidie bei den Kugelmuscheln ist bisher nicht verstanden.

## Biologie und Lebensraum
Kugelmuscheln leben eingegraben im weichen Substrat des Gewässergrunds (die großen Arten oft nur teilweise bedeckt), mit den Siphonen ins freie Wasser vorgestreckt. Wie typisch für Muscheln sind sie Filtrierer und ernähren sich vorwiegend von Phytoplankton. Kleine Arten sind aber oft tief im Sediment ohne Kontakt zum freien Wasser vergraben und ernähren sich von suspendierten organischen Stoffen im Lückensystem des Sediments. Arten der Gattungen Eupera und Byssanodonta verankern sich mit den nur bei ihnen ausgebildeten Byssusfäden an Hartsubstraten, leben also frei und nicht eingegraben.
Kugelmuschel-Arten gibt es in fast allen Süßwasserlebensräumen, sowohl in stehenden wie in Fließgewässern, von kleinen Quellrinnsalen bis zu großen Flüssen und von Sümpfen mit kaum freier Wasserfläche bis hin zu Seen. Einige Arten sind Habitatspezialisten und treten nur in wenigen Gewässertypen auf, andere haben eine breite ökologische Valenz und kommen etwa in Stand- und Fließgewässern gleichermaßen vor. Sie können nicht in sauerstofffreien anaeroben Habitaten überleben, mehrere  Arten sind aber recht tolerant gegenüber Gewässerverschmutzung. Einige Arten können, im Substrat eingegraben, das zeitweilige Austrocknen ihres Wohngewässers überdauern. Kugelmuscheln sind reine Süßwasserarten und können nicht in Brackwasser mit erhöhtem Salzgehalt überleben.

## Verbreitung
Die Familie ist weltweit verbreitet.

## Phylogenie und Systematik
Die Spaeriidae gehören zu einer Verwandtschaftsgruppe innerhalb der Euheterodonta, die Neoheterodontei benannt wurde, die fast exklusiv im Meer lebend sind. Sie umfasst unter anderem die Überfamilien Veneroidea (mit den Venusmuscheln), Mactroidea (mit den Trogmuscheln) und Myoidea (mit den Klaffmuscheln). Nach den genetischen Daten steht sie darin basal, mit allen anderen bisher getesteten Gruppen gemeinsam als Schwestergruppe. Sie wird daher heute, zusammen mit einigen ausgestorbenen und nur fossil erhaltenen Gruppen, allein in eine eigene Überfamilie Sphaerioidea gestellt. Eine zeitweise angenommene Zusammenfassung mit den ebenfalls teilweise süßwasserlebenden Corbiculidae (Körbchenmuscheln) hat sich nicht bestätigt, sie wurde sowohl nach morphologischen wie nach genetischen Untersuchungen zurückgewiesen.
Ein Homonym zum wissenschaftlichen Namen der Familie ist Sphaeriidae Erichson, 1845 (Kugelkäfer, in der Unterordnung Myxophaga). Diese wurden nach Beschluss der ICZN deshalb zu Sphaeriusidae umbenannt.
Innerhalb der Spaeriinae wurden lange Zeit nur drei Gattungen akzeptiert, die weltweit verbreitet waren. Genetische Untersuchungen haben dann, wie vorher schon länger anhand morphologischer Merkmale vermutet, eine Aufsplittung der früheren Gattung Pisidium in vier neue Gattungen erforderlich gemacht. In vielen älteren Werken, vor allem ökologischen und faunistischen Untersuchungen, sind die Arten bis heute noch innerhalb der Gattung Pisidium aufgeführt, zum Beispiel die Gemeine Erbsenmuschel als Pisidium casertanum, anstelle von Euglesa casertana.
Die Taxonomie der Gruppe beruhte lange Zeit fast ausschließlich auf Schalenmerkmalen, wobei diese recht merkmalsarm, innerhalb der Arten variabel und zwischen verschiedenen Arten recht ähnlich sind. Bei einer Untersuchung konnten etwa von 1000 publizierten Artnamen in der Gattung Pisidium nur 80 valide Arten bestätigt werden. Dennoch werden bis heute neue Arten entdeckt und beschrieben, mit Euglesa interstitialis noch 2020 eine neue Art in Mitteleuropa. In vielen Gruppen werden Kryptospezies vermutet, sind aber bisher nicht nachgewiesen.
Die rezenten Sphaeriidae werden in zwei Unterfamilien unterteilt:
- Unterfamilie Euperinae mit zwei Gattungen
  - Eupera Bourguignat, 1854, mit gut 40 Arten. Süd- und Mittelamerika, Afrika, eine Art nach Nordamerika eingeschleppt.
  - Byssanodonta mit der einzigen Art Byssanodonta paranensis d’Orbighy, 1846. Endemit des Río Paraná, Argentinien, Südamerika.
- Unterfamilie Sphaeriinae
  - Afropisidium Kuiper, 1962. Früher meist als Untergattung von Pisidium aufgefasst. etwa 14 Arten in Afrika, Ostasien, Südamerika.
  - Euglesa Jenyns, 1832. Synonym Cyclocalyx. Früher meist als Untergattung von Pisidium aufgefasst, etwa 120 Arten.
  - Musculium Link, 1807, etwa 50 Arten
  - Odhneripisidium Kuiper, 1962. Früher meist als Untergattung von Pisidium aufgefasst, etwa 30 Arten.
  - Pisidium Pfeiffer, 1821, etwa 50 Arten.
  - Sphaerium Scopoli, 1777, etwa 45 Arten, darunter die Gemeine Kugelmuschel (Sphaerium corneum)

(Gattungen und Artenzahlen hier angegeben ohne rein fossile Taxa)